# Prunus cerasus 'Schaarbeekse Kriek'
De Prunus cerasus 'Schaarbeekse Kriek' is een ras van de zure kers. 

## Beschrijving
Een kleine vleesachtige platte kriek die bij volledige rijpheid paars tot bijna zwart van kleur is, zo ziet de echte Schaarbeekse Kriek er uit. Hoewel ze destijds de Brusselse schijtkers werd genoemd, is ze de ideale kriek voor vele culinaire toepassingen en uiteraard ook voor kriekbier waarmee de Schaarbeekse Kriek door de eeuwen heen bekend is geraakt in de Zennevalei en het Pajottenland. Botanisch gezien kan de Schaarbeekse Kriek beschouwd worden als een landras doch met enige genetische verschillen volgens herkomst. Het illustreert des te meer de horticulturele rijkdom die de streek heeft gekend.  
... · 
P. armeniaca (Abrikoos) · 
P. avium (Zoete kers) · 
P. cerasifera (Kerspruim) · 
P. cerasus (Zure kers) · 
P. domestica (Pruim) · 
P. dulcis (Amandelboom) ·
P. incisa (Fujikers) · 
P. insititia (Kroosje) · 
P. itosakura · 
P. laurocerasus (Laurierkers) · 
P. maackii · 
P. mahaleb (Weichselboom) · 
P. mume (Japanse abrikoos) · 
P. padus (Gewone vogelkers) · 
P. persica (Perzik) · 
P. salicina × armeniaca (Pluot) · 
P. serrulata (Japanse sierkers) · 
P. serotina (Amerikaanse vogelkers) · 
P. sibirica · 
P. spinosa (Sleedoorn) · 
P. ×syriaca (Mirabel) · 
P. ×yedoensis  · 
...